# Allacciate le cinture
Allacciate le cinture (tj. Připoutejte se) je italský hraný film z roku 2014, který režíroval Ferzan Özpetek podle vlastního scénáře. Film popisuje osud ženy, která onemocní rakovinou.

## Děj
Příběh začíná v roce 2000 v Lecce, kde v místní kavárně pracují jako číšníci tři přátelé – dívky Elena a Silvia a gay Fabio. Elena chodí s Giorgiem a bydlí se svou matkou. Právě se k nim přistěhovala ještě její teta, která se reinkarnuje a nyní používá jméno Viviana. Fabio nemá stálého partnera a bydlí společně se Silvií. Silvia se seznámí s automechanikem Antoniem, který však na její přátele působí jako sebestředný, homofobní, arogantní, machistický hulvát. Přesto se do něj Elena zamiluje a on do ní, jakkoliv jsou jejich povahy naprosto odlišné. Fabio najde opuštěnou benzínovou stanici, kterou chce předělat na vlastní podnik a přemluví Elenu, aby šla do podnikání s ním.
Příběh pokračuje po 13 letech, kdy Fabio s Elenou vedou prosperující podnik, Elena by ráda otevřela další restauraci na pláži. Elena a Antonio jsou manželé a mají dvě děti. Její teta, nyní pod jménem Dora ji vezme jednoho dne s sebou na preventivní vyšetření na mamograf. Lékař Eleně objeví zhoubný nádor, takže Elena zahájí léčbu. Když se jí jednoho dne udělá nevolno, je hospitalizována a v nemocnici se seznámí s optimistkou Egle. Zde také potkává lékařku Dianu, kterou poznala jako studentku ještě při práci v kavárně. Egle umírá, Elena ztrácí naději na uzdravení a uteče z nemocnice domů. Antonio ji veze zpět, přesto s ní zajede na pláž, kde měli své první rande. Cestou Elena vzpomíná na veselé příhody z dob, kdy se jako mladí poznali.

## Obsazení
| Kasia Smutniak       | Elena          |
| Francesco Arca       | Antonio        |
| Filippo Scicchitano  | Fabio          |
| Carolina Crescentini | Silvia         |
| Francesco Scianna    | Giorgio        |
| Carla Signoris       | Anna           |
| Elena Sofia Ricci    | Viviana / Dora |
| Paola Minaccioni     | Egle Santini   |
| Giulia Michelini     | Diana          |
| Luisa Ranieri        | Maricla        |

## Ocenění
- Nastro d'Argento: nejlepší herečka v hlavní roli (Kasia Smutniak), nejlepší herečka ve vedlejší roli (Paola Minaccioni) a nejlepší casting (Pino Pellegrino) a mominace ve čtyřech dalších kategoriích
- Ciak d'oro: nejlepší zvuk (Pasquale Catalano) a nominace ve čtyřech dalších kategoriích
- David di Donatello: nominace v 11 kategoriích